# III. třída okresu Trutnov 2007/2008
V utkáních III. třídy okresu Trutnov 2007/2008, jedné ze skupin 9. nejvyšší fotbalové soutěže v Česku, se utkalo 14 týmů dvoukolovým systémem podzim – jaro. Tento ročník začal v srpnu 2007 a skončil v červnu 2008.
Postup do II. třídy okresu Trutnov 2008/2009 si zajistily první dva týmy SK MFC Svoboda nad Úpou a FK Baník Radvanice. Sestoupil poslední tým TJ Tatran Hostinné „B“. 

## Konečná tabulka III. třídy okresu Trutnov 2007/2008
| Poř. | Tým                            | Z  | V  | R  | P  | VG | OG | B  |
| ---- | ------------------------------ | -- | -- | -- | -- | -- | -- | -- |
| 1.   | SK MFC Svoboda nad Úpou        | 26 | 16 | 3  | 7  | 75 | 31 | 51 |
| 2.   | FK Baník Radvanice             | 26 | 16 | 3  | 7  | 49 | 21 | 51 |
| 3.   | FK HAVEX Strážné               | 26 | 14 | 3  | 9  | 42 | 34 | 45 |
| 4.   | TJ Sokol Bílá Třemešná „B“     | 26 | 13 | 5  | 8  | 52 | 38 | 44 |
| 5.   | FK Dolní Kalná „B“             | 26 | 13 | 2  | 11 | 78 | 65 | 41 |
| 6.   | TJ Lánov „B“                   | 26 | 11 | 7  | 8  | 62 | 60 | 40 |
| 7.   | SK Janské Lázně „B“            | 26 | 9  | 10 | 7  | 33 | 35 | 37 |
| 8.   | FC Mladé Buky „B“              | 26 | 10 | 6  | 10 | 38 | 50 | 36 |
| 9.   | TJ Jiskra Horní Maršov         | 26 | 9  | 6  | 11 | 45 | 57 | 33 |
| 10.  | TJ Jiskra Bohuslavice nad Úpou | 26 | 9  | 6  | 11 | 43 | 56 | 33 |
| 11.  | SK Sparta Úpice „B“            | 26 | 8  | 8  | 10 | 49 | 49 | 32 |
| 12.  | TJ Sokol Malé Svatoňovice      | 26 | 8  | 4  | 14 | 37 | 44 | 28 |
| 13.  | TJ Sokol Starý Rokytník        | 26 | 7  | 4  | 15 | 39 | 55 | 25 |
| 14.  | TJ Tatran Hostinné „B“         | 26 | 4  | 3  | 19 | 34 | 81 | 15 |

Poznámky:
- Z = Odehrané zápasy; V = Vítězství; R = Remízy; P = Prohry; VG = Vstřelené góly; OG = Obdržené góly; B = Body; (S) = Mužstvo sestoupivší z vyšší soutěže; (N) = Mužstvo postoupivší z nižší soutěže (nováček)

|  | Postup do II. třídy okresu Trutnov 2008/2009 |
|  | Sestup do IV. třídy okresu Trutnov 2008/2009 |